# Тушув-Народови
Тушув-Народови (пол. Tuszów Narodowy) — село в Польщі, у гміні Тушув-Народовий Мелецького повіту Підкарпатського воєводства.
Населення — 944 особи (2011).
У 1975-1998 роках село належало до Ряшівського воєводства.

## Демографія
Демографічна структура станом на 31 березня 2011 року:
|          | Загалом | Допрацездатний вік | Працездатний вік | Постпрацездатний вік |
| -------- | ------- | ------------------ | ---------------- | -------------------- |
| Чоловіки | 451     | 80                 | 318              | 53                   |
| Жінки    | 493     | 95                 | 301              | 97                   |
| Разом    | 944     | 175                | 619              | 150                  |